# Дай Цзінь
Дай Цзінь (戴進, 1388 — 1462) — китайський художник, основоположник мальовничій «школи Чже» (Чже-пай, «напрямок Чже», «Чжецзянськоа школа», від назви провінції Чжецзян).

## Життєпис
Народився у 1388 році у Цяньтан (на території сучасного Ханчжоу, провінція Чжецзян). Отримав професійну художню освіту, рано здобув собі популярність у творчих колах і при дворі тількино прийшла до влади династія Мін.
Відразу ж після відновлення у середині 1420-х років у м.Пекін Академії живопису (Сюань-де хуа-юань 宣德 画院) увійшов в її керівництво. З цього моменту до самої смерті — у 1462 році — був її членом.

## Творчість
Дай Цзінь активно працював у жанрах жень-у (人物, «живопис фігур») і хуа-няо (华 鸟, «живопис квітів і птахів»). Але саме значне місце в його творчості займав пейзажний жанр — шань-шуй (山水, «живопис гір і вод»).
Пейзажі Дай Цзіня продовжували південно-сунский «стиль Ма-Ся», тобто творчість Ма Юаня і Ся Гуя, але вже в інтерпретаціях, запропонованих художниками епохи Юань. Від «стилю Ма-Ся» Дай Цзінь запозичив композиційні схеми, манеру письма (використання енергійних мазків, що наносяться вологою пензлем у поєднанні з тонкою, витонченою лінією) і образ головного героя — людини, на самоті споглядає безмежність навколишньої природи, явлену в пейзажі. Така, зокрема, картина «Чунь шань цзи Цуй ту» («Весняні гори, що починають зеленіти», 141,3 x53, 4 см, папір, туш, 1449 рік, Шанхайський художній музей), що зображає високопосадовця, які у супроводі хлопчика-слуги робить прогулянку в весняних горах. Як і в картинах Ма Юаня, обидва персонажі зображені на першому плані під сосною, написаної в стилі Ся Гуя. Перед ними йде вдалину дорога. Другий план займає зображення порослого лісом гірського схилу, на третьому — величезна гора, що простягається вгору, різко обрізана праворуч краєм сувою. Між другим і третім планами вгадується невелика село, загублене у долині. Художній вплив картини визначається контрастом між «м'якою» манерою написаних гір (тіла яких брало лише злегка позначені, як ніби затягнуті серпанком) і енергійними малюнками дерев, розміщених на першому плані і виконаних сильними, важкими і навмисно грубими штрихами.
У роботах Дай Цзіня помітний вплив і інших стилістичних напрямків, головним чином академічного пейзажу епохи Північної Сун. Останнє просліджується, зокрема у сувої «Сюе янь Чжань дао ту» («Дорога у засніжених горах», 173x89 см, шовк, туш, Муніципальний музей мистецтв, Тяньцзінь), де гірський ландшафт, утворений піками, що здіймаються увись. Він характерний для стилю північно-сунских майстрів, як показує трактування гірських форм складчастої фактури, і вершини, рішуче обрізаними краями сувою . Одночасно картина відрізняється великою кількістю тонко пропрацювали елементів — кам'яних брил, дерев, будівель.
Найбільш оригінальним і вражаючим твором Дай Цзіня можна вважати сувій «Лін гу чунь юнь ту» («Божествена ущелина у весняних хмарах», 31,6 x124, 2 см, шовк, туш, фарби, Музей азійського мистецтва, Берлін). Домінантою композиції є зображення садиби серед сосен, розташованих чітко симетрично по відношенню до неї на тлі стрімких гірських круч. У правій частині сувою ця композиція переходить у стіну гірських ланцюгів, що поступово віддаляються, яка розсічена водоспадом. У лівій частині, навпаки, нагромадження скель несподівано поступається місцем широкому водному простору, облямованому далекими хребтами, які тануть у імлі. Картина витримана в інтенсивних «холодних» тонах, наслідуючи естетиці «синьо—зеленого пейзажу» (цінлюй-шаньшуй), що панував у академічному живописі епохи Тан.
Після від'їзду Дай Цзіня в Пекін «школа Чже» перетворилася у творче об'єднання, утворене переважно професійними художниками, які визначили стиль нової академічної школи: представники Чже-пай були постійно затребувані в Академії живопису, і лише у випадку або добровільного бажання «відпочити від столичного життя» поверталися у рідні краї.
До середини епохи Мін відмітними прикметами школи Чже стали консерватизм, симбіотичність і наслідувальність манери письма, яка передбачала варіювання «стилю Ма-Ся», підвищена увага до формального аспекту живописного творчості і прагнення акцентувати зовнішню декоративність творів, що повністю відповідало теоретичним і естетичним положенням Академії живопису.